# Pete Siers
Peter „Pete“ Siers (* 1961) ist ein US-amerikanischer Musiker (Schlagzeug, auch Komposition) des Mainstream Jazz.

## Leben und Wirken
Siers stammte aus einer polnisch-amerikanischen Familie in Saginaw, Michigan. Seine erste Begegnung mit Musik war das Hören von Polkas zu Hause. Mit sechs Jahren begann er mit dem Klavierunterricht, bis er die Big Band der US-Armee mit einem Schlagzeuger hörte, der Siers so beeindruckte, dass er zum Schlagzeug wechselte. Er erwarb einen Musikabschluss am Aquinas College in Grand Rapids und spielte mit ihrem Jazzensemble. 1984 schloss er sich dem John Shea Trio an (mit dem auch 1985 erste Aufnahmen entstanden) und spielte mit dem Detroiter Pianisten Eddie Russ.

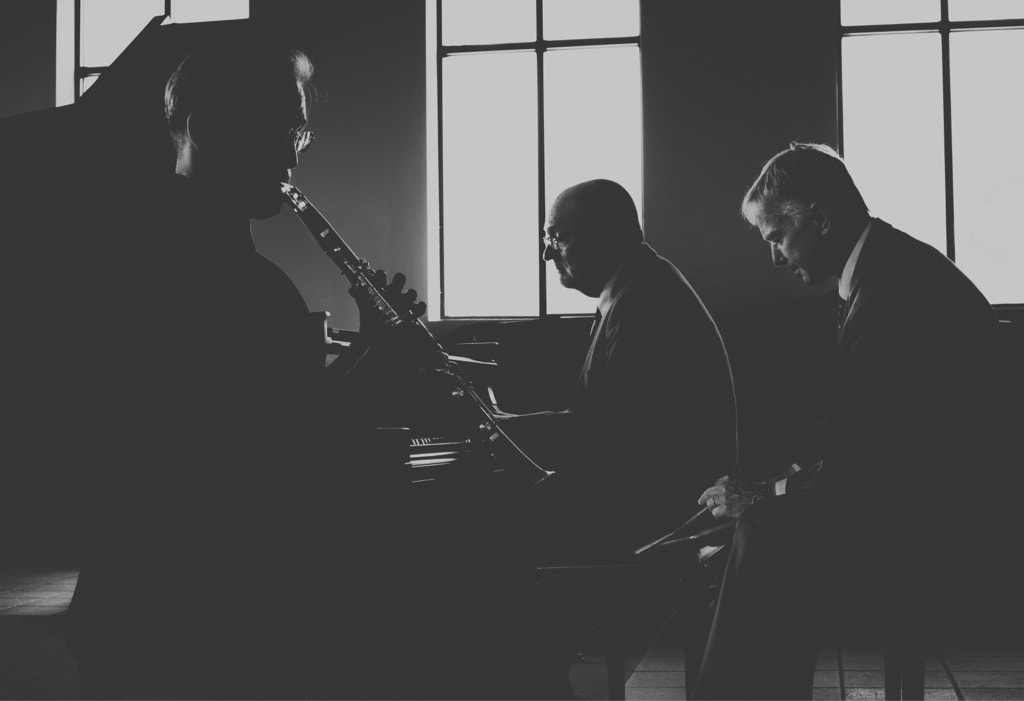
Das Pete Siers Trio (2013) mit Dave Bennett (Klarinette) und Tad Weed (Schlagzeug)

Siers, der seit den 1980er-Jahren in der Musikszene von Michigan arbeitet, spielte im Lauf seiner Karriere u. a. mit Russell Malone, Mulgrew Miller, Marian McPartland, Lee Konitz, Benny Golson, James Moody, Kenny Werner, David „Fathead“ Newman, Eddie Daniels, Frank Morgan, Scott Hamilton, Bob Wilber und Barry Harris. Er tourte auch mehrmals in Europa und gastierte auf zahlreichen amerikanischen Jazz-Parties und Festivals. Siers wirkte auch bei Marcus Belgraves Tributkonzert an Louis Armstrong und Dave Bennetts Benny Goodman gewidmeten Salut-Konzert (2006) mit.
Seit 1987 ist Siers Mitglied des Keller-Kocher-Quartetts, das 1993 sein erstes Album, Midnight Sun, veröffentlichte. Des Weiteren ist er Mitbegründer der Latin-Jazz-Gruppe Los Gatos, die mehrere Alben vorlegte. Siers war ursprüngliches Mitglied des Bird of Paradise Orchestra (später des Paul Keller Orchestra). Dieses Ensemble spielte eigenes, entlegenes und klassisches Big-Band-Material aus allen Epochen der Jazzgeschichte. Mit seinem Pete Siers Trio hat er 1999 sein erstes Album Those Who Choose to Swing eingespielt, mit Standards wie If You Could See Me Now, Gone with the Wind und Just Squeeze Me.
Im Bereich des Jazz war Siers laut Tom Lord zwischen 1985 und 2017 an 52 Aufnahmesessions beteiligt, neben den Genannten auch mit Marcus Belgrave, Bess Bonnier, Marc Lincoln Braun, Christa Grix, Franz Jackson, Ellen Rowe, Ed Sarath und Paul Vornhagen. Er unterrichtete an der University of Michigan, an der Ann Arbor School for Performing Arts, an der Emory University, Purdue University und im Blue Lake Fine Arts Camp. Des Weiteren war Siers Artist in Residence an der Interlochen School of the Arts. Siers lebt in Ann Arbor.
Über Pete Siers Album What Holds Us Up (2019, mit Tad Weed und Saxophonist Andrew Bishop) schrieb Thom Jurek (Allmuaic), es sei eine clevere Herangehensweise an das Standard-Jazz-Orgel-Trio.

## Diskographische Hinweise
- Pete Siers Trio: Those Who Choose to Swing (1999), mit Johnny O’Neal, Paul Keller
- Pete Siers Trio: Those Who Choose to Swing Vol. 2 (2004), mit Larry Fuller, Paul Keller
- The Pete Siers Trio: Krupa (2013), mit Dave Bennett, Tad Weed
- Pete Siers Quartet: Organic Roots (2009), mit Ben Jansson, Keith Kaminski, Duncan McMillan
- The Pete Siers Trio: Goodman (2017), mit Dave Bennett, Tad Weed
- Pete Siers Trio. What Holds Us Up (2021), Tad Weed, Andrew Bishop
- Pete Siers Duo: Flea Circus - Featuring Mr. B (2021), mit Mark Lincoln Braun